# Dér el-Medína

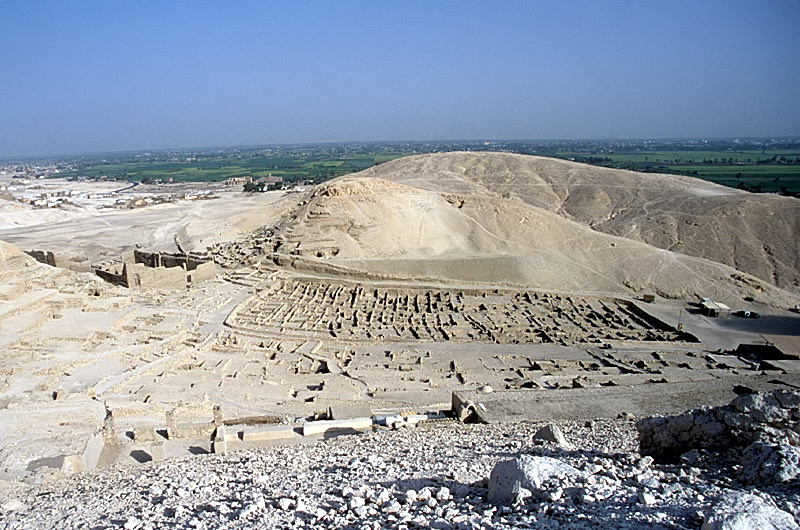
Starověká vesnice v Dér el-Medíně

Dér el-Medína (arabsky دير المدينة) je novodobé označení archeologické lokality v Egyptě asi 900 km jižně od Káhiry na západním břehu Nilu v okruhu staroegyptského města Vesetu. V době Nové říše se zde nacházelo Thutmosem I. založené privilegované sídliště dělníků a jejich rodin pracujících na královských hrobkách v Údolí králů a Údolí královen. Výzkum lokality prováděl v letech 1917–1947 Francouzský ústav orientální archeologie; významným způsobem se na něm podílel také český egyptolog Jaroslav Černý.

## Obrazárna

Dér el-Medína
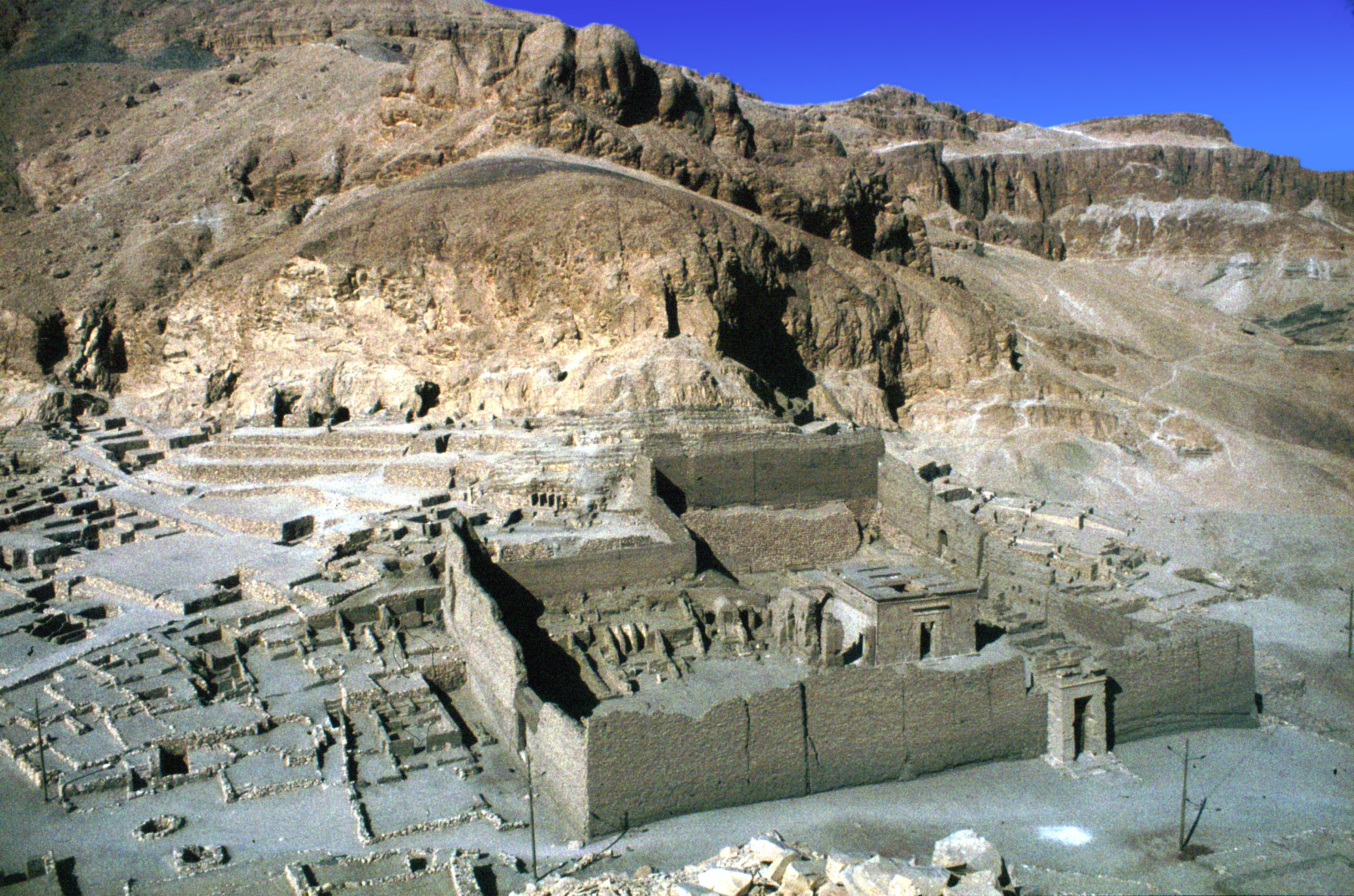
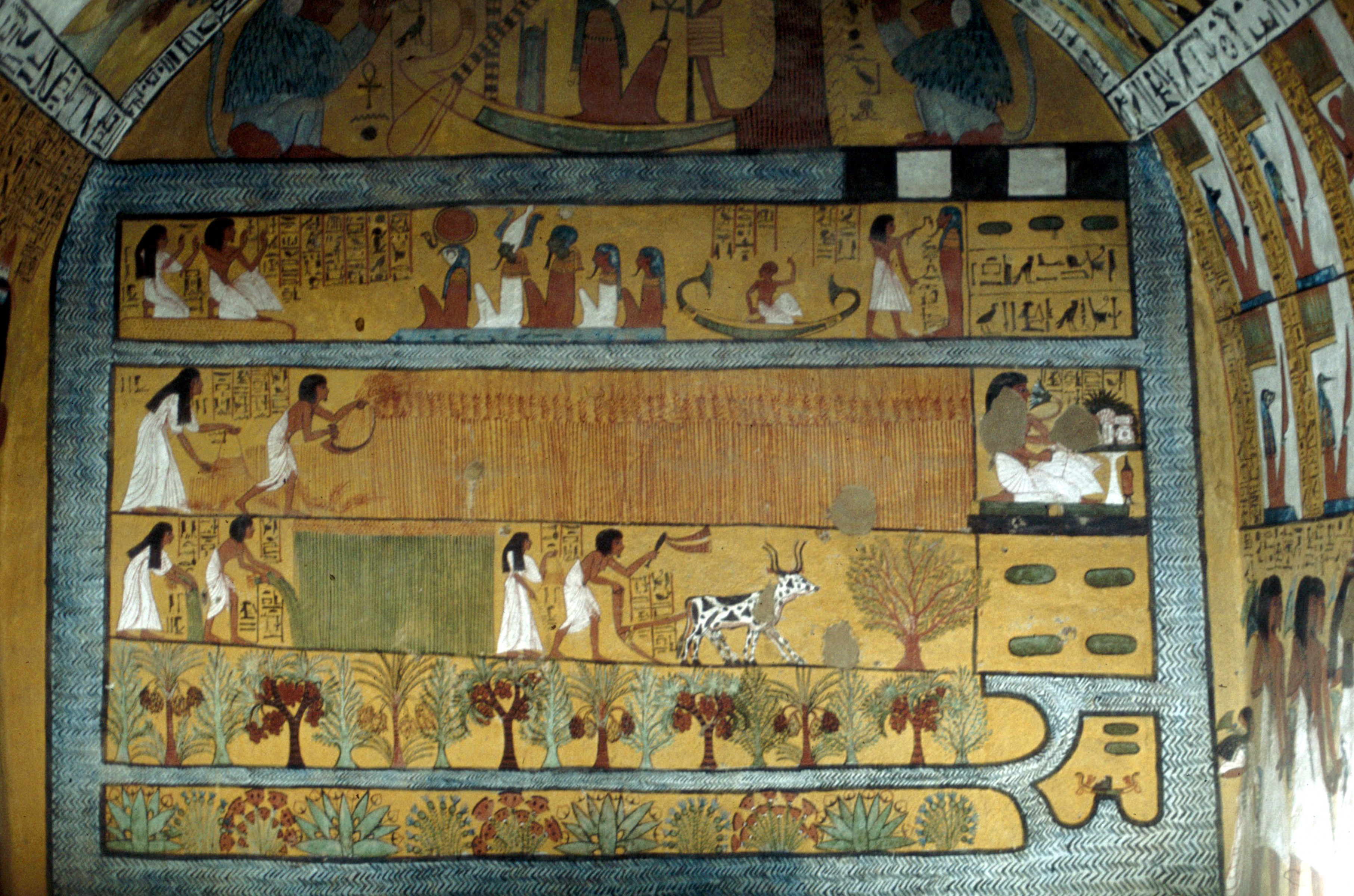
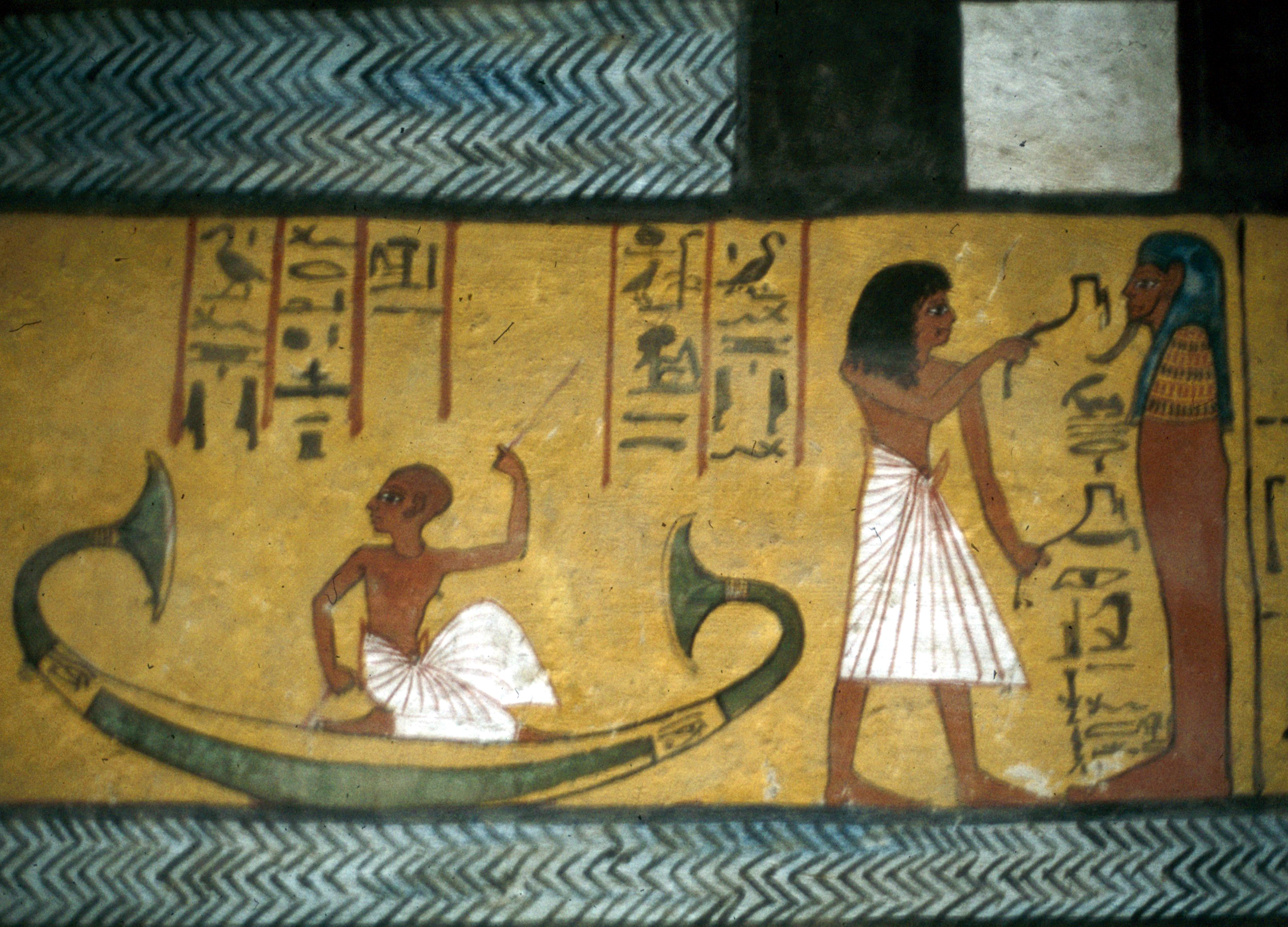
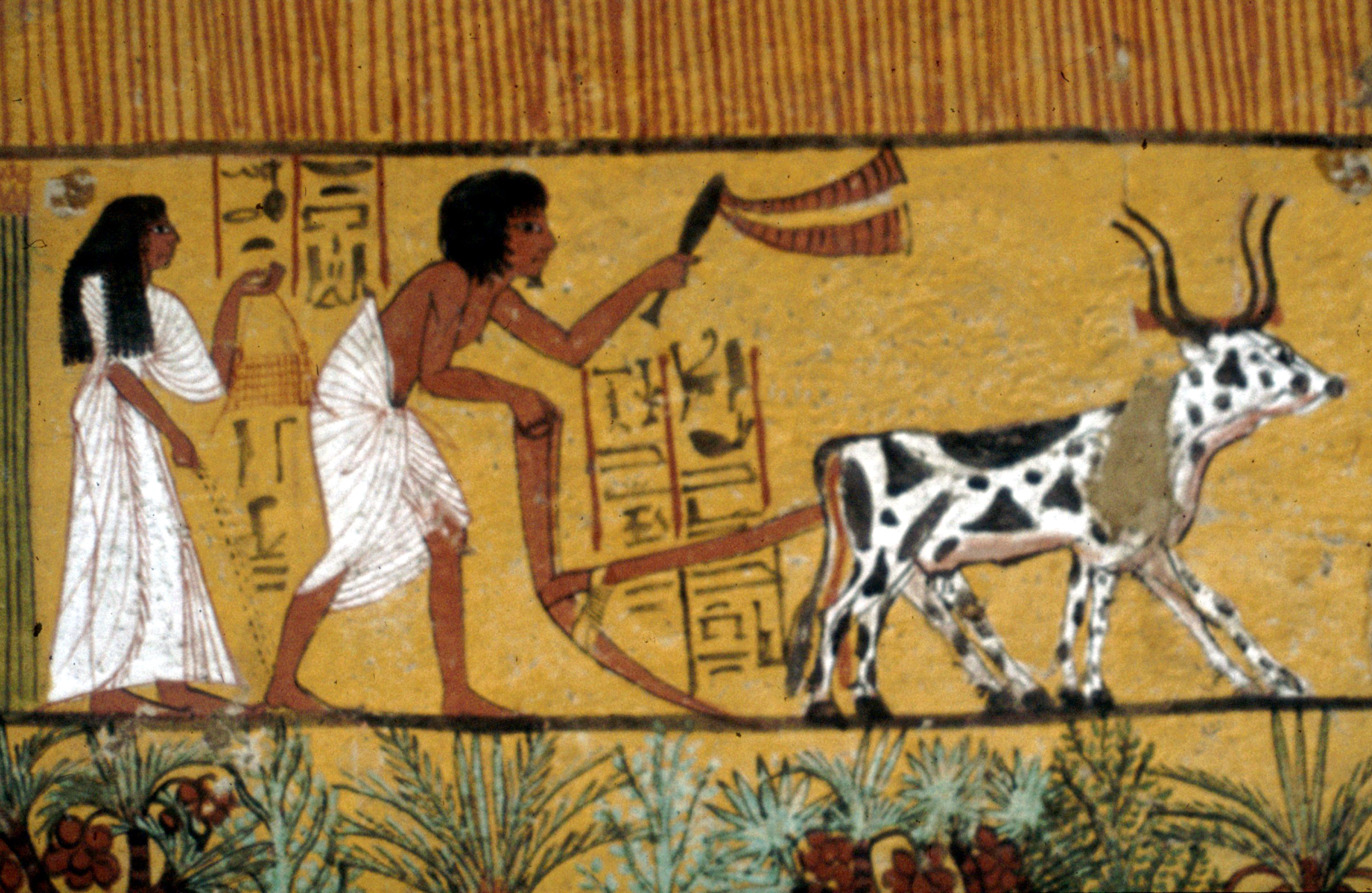
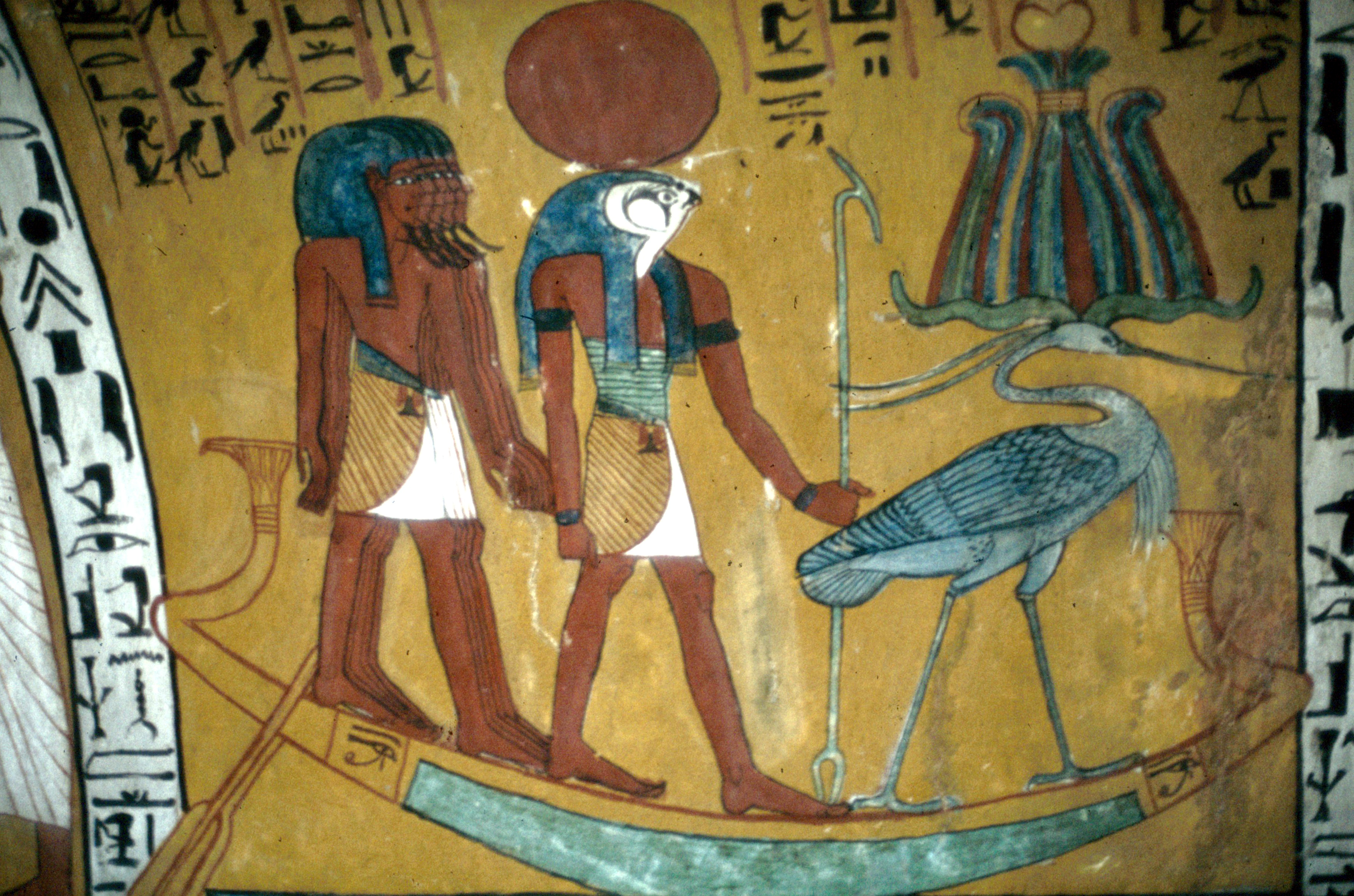